# Plethodontohyla matavy
Espèce
Synonymes
- Rhombophryne matavy D'Cruze, Köhler, Vences & Glaw, 2010

Plethodontohyla matavy est une espèce d'amphibiens de la famille des Microhylidae.

## Répartition
Cette espèce est endémique du parc national de la Montagne d'Ambre à Madagascar. Elle se rencontre à environ 482 m d'altitude.

## Description
Plethodontohyla matavy mesure jusqu'à 49 mm.

## Étymologie
Le nom spécifique matavy vient du malgache matavy, gros, gras, en référence à l'aspect de cette espèce.

## Publication originale
- D'Cruze, Köhler, Vences & Glaw, 2010 : A new fat fossorial frog (Microhylidae: Cophylinae: Rhombophryne) from the rainforest of the Forêt d'Ambre special reserve, northern Madagascar. Herpetologica, vol. 66, no 2, p. 182-191.